# Nomada bicrista
Nomada bicrista là một loài Hymenoptera trong họ Apidae. Loài này được Swenk mô tả khoa học năm 1913.